# Званичник
Званичник је назив за службеника, чиновника или функционера.
Данас се најчешће користи за именовање функционера законодавне или извршне власти или за функционере политичких партија. Раније, званичник је био најниже чиновничко звање. На примјер, у Краљевини Југославији државни службеници грађанског реда дијелили су се на чиновнике, чиновничке приправнике, званичнике и служитеље.